# Beleznay Unger István
Beleznay Unger István, Beleznai Unger, született: Unger István József (Szatmárnémeti, 1902. február 5. – Miskolc, 1963. október 14.) magyar színész, rendező, színházigazgató.

## Életútja
Unger István és Pirkler Margit fia. Az Országos Színészegyesület színiiskolájában szerzett diplomát 1922-ben, majd vidéken működött. 1922–24-ben Debrecenben, 1924–26-ban Pozsonyban, 1929–30-ban Újpesten, ezután 1930–31-ben megint Debrecenben, majd 1932–33-ban Pécsett szerepelt. 1933–34-ben a Magyar Színházban lépett fel, 1934–35-ben Kecskeméten játszott, 1935–37-ben Székesfehérvárott, majd 1937-től a Pódium Kabaréban működött. 1939 és 1942 között cseretársulata volt, 1942 és 1947 között a debreceni Csokonai Színházat vezette. 1951 és 1961 között Miskolcon, majd 1961–63-ban Békéscsabán volt színész, mellette rendezett is. Egyaránt eljátszott bonviván és prózai jellemszerepeket. Az egyik legjelentősebb vidéki igazgatónak és rendezőnek számított. Felesége Kováts Terus (Zelenák Terézia) volt, akivel 1924. június 26-án kötött házasságot Debrecenben.

## Fontosabb szerepei
- Daniló (Lehár Ferenc: A víg özvegy)
- Edgar (Strindberg: Haláltánc)
- Foster ezredes (Vailland: Foster ezredes bűnösnek vallja magát)

## Főbb rendezési
- Maeterlinck: Monna Vanna
- ifj. Johann Strauss: A cigánybáró
- Shaw: Warrenné mestersége
- Kálmán Imre: A csárdáskirálynő